# Summis desiderantes affectibus

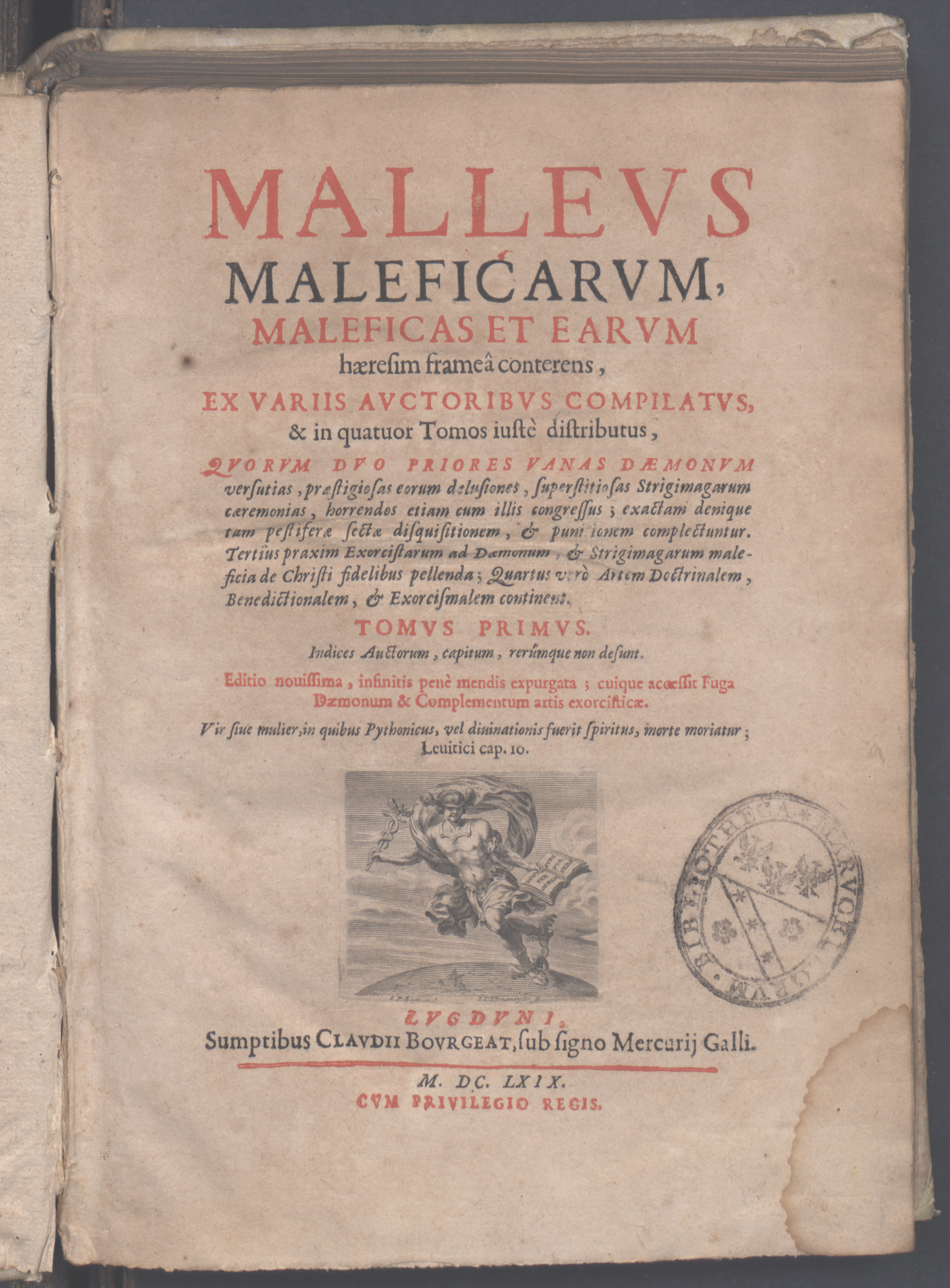
Malleus maleficarum

Summis desiderantes affectibus (Latijn voor Omdat we ten zeerste verlangen) was een pauselijke bul, uitgevaardigd door paus Innocentius VIII op 5 december 1484, waarin hij goedkeuring gaf aan strenge maatregelen tegen personen die beschuldigd werden van magie en hekserij. De bul richtte zich aanvankelijk vooral op de Duitse situatie. Deze bul was voor Innocentius VIII een noodzaak, omdat Inquisiteurs hem hadden gerapporteerd, dat zij veel weerstand ondervonden in de vervolging van de heksen en magiërs. Zowel de lokale clerus als de wereldlijke leiders in Duitsland verzetten zich hevig tegen deze vervolgingspraktijken van de Inquisitie.
Naar aanleiding van deze bul schreven de Duitse dominicanen en inquisiteurs, Heinrich Istitoris en Jacob Sprenger, in hun Malleus maleficarum (bekend geworden als ‘de Heksenhamer’) uit 1487 alle toegestane middelen, waarmee voornamelijk vrouwen gefolterd mochten worden die beschuldigd werden van praktijken die verbonden waren met de duivel.
De praktijken van vervolging van vermeende heksen zou later ook door de protestanten worden overgenomen.
Opmerkelijk is, dat ‘de Heksenhamer’ later door wereldlijke rechtbanken gebruikt werd als handleiding voor de berechting van vermeende heksen, terwijl de Inquisitie en andere kerkelijke rechtbanken het schrijven afwezen.
In 1979 formuleerden Gunnar Heinsohn en anderen de theorie dat deze bul gezorgd zou hebben voor een sterke toename van het aantal kinderen. De vrouwen die van hekserij beschuldigd werden stonden – naar moderne maatstaven – vaak bekend als vroedvrouwen, die ook voorlichting gaven over geboortebeperking en op verzoek abortussen uitvoerden. Deze pronatalistische hypothese wordt in de historische demografie nagenoeg unaniem afgewezen.

## Voetnoten
1. ↑  Gunnar Heinsohn, Rolf Knieper en Otto Steiger, Menschenproduktion. Allgemeine Bevölkerungstheorie der Neuzeit, Suhrkamp, Frankfurt am Main, 1979
2. ↑  Zie lemma Gunnar Heinsohn op de Duitse wikipedia en speciaal de referenties vermeld in voetnoot.